# AROS Research Operating System
AROS Research Operating System（AROS、アロス）は、AmigaOS 3.1 API のオープンソースかつ自由ソフトウェアの実装である。柔軟で移植性の高い設計となっており、x86ベースおよびPowerPCベースのパーソナルコンピュータでネイティブOSとしてもゲストOSとしても利用でき、他のアーキテクチャ向けも開発中である。

## 名称
AROSは "Amiga Research Operating System" の略だったが、Amigaという商標の使用が問題とされ、再帰的頭字語の "AROS Research Operating System" に変更となった。

## 現在の状況

AmigaOSファミリの開発ツリー図

1995年に始まったこのプロジェクトは、何年もかけてAmigaOSのほぼ完全な実装となった（2008年10月現在、ごくわずかな機能が欠けている）。これは少数の開発チームの努力によって達成された。
ほとんどのPC/AT互換機にインストールでき、NVIDIA製のGeForceシリーズなどのビデオカード用ドライバも備えている。2007年5月にはUSBキーボード/マウスもサポートした。ACube Systems のPowerPCボード SAM4404EP にも移植されており、Efikaへの移植も計画されている。
アプリケーションの移植は少なく、68kネイティブのAmigaOS用アプリケーションを動作させるためのエミュレータE-UAEがある。これは AmigaOS 4.0 とも同じ状況である。AROS専用のアプリケーションもいくつか存在する。AROSはTCP/IPネットワークをサポートしており、試験的にウェブブラウザのAMosaicなどのインターネット関連アプリケーションが利用可能である。
AROSはAmigaOSとソースコードレベルでは互換だが、バイナリ互換ではない。AmigaOS向けのソースコードをAROS上でコンパイルすることで動作可能だが、AmigaOS用実行ファイルはたとえCPUが同じファミリであっても実行できない。つまり、MorphOSや AmigaOS 4 とは異なり、AROSは古いソフトウェアを直接実行することを目的とはしていない。AmigaOSのアプリケーションをAROS上で実行するため、AmigaエミュレータのE-UAEを統合する計画があり、PowerPC用のAROS上でMorphOSを動作させるという試みもなされているが、2008年1月現在、どちらも完成していない。
AROSは、ハードウェアその他のしがらみから独立した立場をとることで、他のAmigaOS実装を悩ました法的・政治的な問題とは一線を画している。AROSの事実上のモットーは "No schedule and rocking" だが、これは Amiga, Inc. のCEO Bill McEwen が Amiga OS 4 について "On schedule and rocking"（スケジュール通りで問題ない）と言ったことへの皮肉である（実際には Amiga OS 4 は大幅に遅れた）。そして、同時に他のAmigaOSクローンでも度々破られている締め切りを設けないことを宣言したものでもある。

## ディストリビューション
AROSのシステムファイル群は様々な形態でプロジェクトのサイトからダウンロードできる。それらのファイルはSubversionのソースツリーから毎夜コンパイルされビルドされている。これにはサードパーティのアプリケーションも含まれており、基本的タスクを実行するツールがそろっている。2007年11月から新たなディストリビューション icaros desktop （当初の名称はVmwAROS）が登場した。こちらはx86向け限定で、Live-DVDとして使うこともできるし、事前設定した仮想機械上で使うこともできる。